# 180.
◄ | 1. stoljeće | 2. stoljeće | 3. stoljeće | ►
◄ | 150-ih | 160-ih | 170-ih | 180-ih | 190-ih | 200-ih | 210-ih | ►
◄◄ | ◄ | 177. | 178. | 179. | 180. | 181. | 182. | 183. | ► | ►►
Astronomija • Književnost • Kršćanstvo

## Smrti
- 17. ožujka – Marko Aurelije, rimski car (* 121.)

## Vanjske poveznice
|  | Zajednički poslužitelj ima još gradiva o temi 180. |